# Heinrich Jost

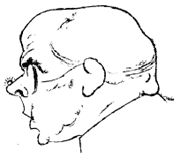
Caricatura de Heinrich Jost.

Heinrich Jost (13 de outubro de 1889 – 27 de setembro de 1949), nasceu em Magdeburg na Alemanha foi tipógrafo e designer gráfico e diretor artístico da fundidora de tipos Bauer de 1822 até 1948.

## Famílias tipográficas criadas por Jost
- Fraktur (1925)
- Atrax (1926)
- Bauer Bodoni (1926)
- Aeterna (1927)
- Beton (1930–36)